# Rosaria Console
Rosaria Console, meglio conosciuta col nome di Rosalba (Martina Franca, 17 dicembre 1979), è una maratoneta italiana, vincitrice di un oro alle Universiadi e due argenti ai Giochi del Mediterraneo nella mezza maratona.

## Biografia
Dal fisico leggero e longilineo, prima di intraprendere la carriera da atleta a 13 anni, praticava ginnastica artistica e ritmica. Rosaria si mette in luce non solo grazie al suo talento cristallino ma anche grazie alla sua caparbietà e alla sua resilienza. 
Ha corso per la società Fiamme Gialle per 18 anni diventando una delle più grandi interpreti italiane della maratona femminile.
Nelle categorie giovanili ha partecipato a diversi Campionati Mondiali ed Europei diventando vice campionessa Europea under 23 sui 10000 m.
L'esordio sulla maratona è avvenuto a Padova nel 2001 vincendola in 2h30'56". Nel 2003 ha sfiorato la vittoria alla maratona di Parigi. Ha ottenuto nel 2004 una vittoria prestigiosa alla maratona di Vienna e per ben due anni 2009 - 2011 ha sfiorato il podio alla maratona di Berlino. Per due volte atleta olimpionica, ha vinto  mezze maratone internazionali imponendosi inoltre in distanze più brevi dai 5000 m alla mezza maratona. È sposata con Daniele Caimmi, con il quale, nell'ottobre 2007, ha avuto una figlia, Francesca, e nel 2015 un figlio, Davide.

## Record personali
- 3000m 9:15.80 a Nembro (25 luglio 2000)
- 5000m 15:49.50 (1º gennaio 1999)
- 10000m 32:47.70 a Oslo (4 giugno 2011)
- mezza maratona 1:09:34 a Ostia  (27 febbraio 2005)
- 30 km 1:43:42 a Berlino (20 settembre 2009)
- maratona 2:26:10 a Berlino (24 settembre 2011)
- 10000m strada 32:24. ad Arezzo

## Palmarès
| Anno | Manifestazione             | Sede              | Evento         | Risultato | Prestazione | Note |
| ---- | -------------------------- | ----------------- | -------------- | --------- | ----------- | ---- |
| 1998 | Mondiali juniores          | Annecy            | 5000 m piani   | Batteria  | 16'51"21    |      |
| 1999 | Europei under 23           | Göteborg          | 5000 m piani   | 7ª        | 15'51"35    |      |
| 1999 | Europei under 23           | Göteborg          | 10000 m piani  | Argento   | 33'05"77    |      |
| 1999 | Universiadi                | Palma di Maiorca  | Mezza maratona | Oro       | 1h14'14"    |      |
| 2001 | Mondiali                   | Edmonton          | Maratona       | 20ª       | 2h34'11"    |      |
| 2002 | Europei                    | Monaco di Baviera | Maratona       | 5ª        | 2h35'23"    |      |
| 2003 | Mondiali                   | Parigi            | Maratona       | dnf       | dnf         |      |
| 2004 | Giochi olimpici            | Atene             | Maratona       | 16ª       | 2h35'56"    |      |
| 2005 | Giochi del Mediterraneo    | Almería           | Mezza maratona | Argento   | 1h15'40"    |      |
| 2005 | Mondiali                   | Helsinki          | Maratona       | 19ª       | 2h32'47"    |      |
| 2006 | Europei                    | Göteborg          | Maratona       | dnf       | dnf         |      |
| 2009 | Giochi del Mediterraneo    | Pescara           | Mezza maratona | Argento   | 1h12'34"    |      |
| 2010 | Europei                    | Barcellona        | Maratona       | 8ª        | 2h36'20"    |      |
| 2012 | Giochi olimpici            | Londra            | Maratona       | 30ª       | 2h30'09"    |      |
| 2014 | Europei                    | Zurigo            | Maratona       | 40ª       | 2h43'40"    |      |
| 2016 | Mondiali di mezza maratona | Cardiff           | Mezza maratona | 38ª       | 1h13'45"    |      |
| 2016 | Mondiali di mezza maratona | Cardiff           | A squadre      | 7ª        | 3h38'44"    |      |
| 2016 | Europei                    | Amsterdam         | Mezza maratona | 19ª       | 1h13'12"    |      |

## Campionati nazionali
La Console vanta sette titoli nazionali.
- nei 10000 metri (2008, 2016)
- nella mezza maratona (2003, 2009, 2010, 2016)
- nella maratona (2008)

## Altre competizioni internazionali
2001
- Oro alla Padova Marathon ( Padova) - 2h30'55"

2002
- Bronzo alla Maratona di Torino ( Torino) - 2h31'16"

2003
- Argento alla Maratona di Parigi ( Parigi) - 2h27'48"
- Argento alla Milano Marathon ( Milano) - 2h30'56"
- Argento alla Roma-Ostia ( Roma) - 1h09'56"

2004
- Oro alla Maratona di Vienna ( Vienna) - 2h29'22"
- Bronzo alla Maratona di Roma ( Roma) - 2h33'15"
- Bronzo alla Roma-Ostia ( Roma) - 1h12'05"

2005
- 4ª alla Maratona di Parigi ( Parigi) - 2h28'04"
- 4ª alla Mezza maratona di Lisbona ( Lisbona) - 1h09'57"
- Oro alla Roma-Ostia ( Roma) - 1h09'34"
- 9ª alla BOclassic ( Bolzano) - 16'41"

2006
- Argento alla Maratona d'Italia ( Carpi) - 2h28'48"
- Argento alla Roma-Ostia ( Roma) - 1h11'03"

2008
- Oro alla Maratona d'Italia ( Carpi) - 2h30'44"

2009
- 4ª alla Maratona di Berlino ( Berlino) - 2h26'45"
- 4ª alla Roma-Ostia ( Roma) - 1h13'20"
- Bronzo alla San Silvestre Vallecana ( Madrid) - 33'02"

2010
- 6ª alla Mezza maratona di Lisbona ( Lisbona) - 1h13'45"
- Argento alla Roma-Ostia ( Roma) - 1h10'54"

2011
- 7ª alla Maratona di Berlino ( Berlino) - 2h26'10"
- 5ª alla Maratona di Roma ( Roma) - 2h29'15"

2013
- 9ª alla Roma-Ostia ( Roma) - 1h12'07"

2017
- 7ª alla Roma-Ostia ( Roma) - 1h12'19"
- 12ª alla BOclassic ( Bolzano) - 17'26"

2018
- Bronzo alla Padova Marathon ( Padova) - 2h37'26"
- 6ª alla Roma-Ostia ( Roma) - 1h13'45"